# 군북초등학교 (경남)
군북초등학교는 대한민국 경상남도 함안군 군북면 덕대리에 있는 공립 초등학교이다.

## 학교 연혁
- 1921년 4월 1일 군북공립보통학교(4년제) 개교
- 1925년 3월 31일 4년제 제1회 졸업식
- 1925년 4월 1일 6년제로 개편
- 1927년 3월 31일 6년제 제1회 졸업식
- 1938년 4월 1일 군북공립심상소학교 개칭
- 1941년 4월 1일 군북공립국민학교 개칭
- 1974년 9월 30일 체육관 건립(150평)
- 1981년 3월 1일 병설유치원 개원
- 1984년 3월 1일 명관분교 통합
- 1994년 3월 1일 하림분교 통합
- 1995년 3월 1일 수곡분교, 유현분교 통합
- 1996년 3월 1일 군북초등학교로 개칭
- 1999년 3월 1일 사촌분교 통합
- 2002년 4월 1일 체육관 리모델링
- 2014년 2월 1일 마사토 운동장 사업 완료
- 2014년 9월 1일 제27대 조원래 교장 부임
- 2017년 2월 10일 제93회 졸업장 수여식(28명, 누계 11,231명)

## 참고 자료
- 군북초등학교 - 한국교육학술정보원 학교알리미